# Lawrie Bryce
Lawrie Bryce (eigentlich Lawrence Miller Bryce; * 25. Januar 1943) ist ein ehemaliger britischer Hammerwerfer.
1966 wurde er für Schottland startend Fünfter bei den British Empire and Commonwealth Games in Kingston.
Bei den British Commonwealth Games 1970 in Edinburgh wurde er Vierter und bei den British Commonwealth Games 1974 in Christchurch Achter.
Von 1965 bis 1969 wurde er fünfmal in Folge Schottischer Meister. Seine persönliche Bestleistung von 62,28 m stellte er am 13. Oktober 1973 in Newcastle auf.